# Шантарські острови
55°00′ пн. ш. 137°45′ сх. д. / 55° пн. ш. 137.75° сх. д.
Шанта́рські острови (від нів. ч'андьар, č’and'ar — тобто, білі) — архіпелаг в Охотському морі біля входу в Удську губу, Тугурську затоку і затоку Академії, відокремлений від материка Шантарським морем і протокою Ліндгольма. Відносяться до районів Крайньої Півночі Росії. Адміністративно належать до Тугуро-Чуміканського району Хабаровського краю Російської Федерації. З 2013 року — у складі національного парку.
Включає 15 островів: Великий Шантар, Феклістова, Малий Шантар, Біличий, Ведмежий, Пташиний, Качиний, Цукрова Голова, Кусова, Прокоф'єва, Сивучі Камені, Сухотина, Північний, Середній, Південний і Камені Діоміда. Загальна площа архіпелагу близько 2,5 тисяч км².
Ландшафт островів переважно гористий, максимальна висота — 720 м (гора Весела на Великому Шантарі). Складені пісковиками і глинистими сланцями, прорваними гранітами й ультраосновними інтрузіями. Клімат помірний мусонний, за температурним режимом із рисами субарктичного. Взимку в тилу охотських циклонів йде винос холодного повітря з Сибіру. Влітку позначається охолоджувальний вплив моря.
Схили гір покриті модриновими і темно-хвойними лісами, на вершинах — чагарники кедрового сланця. У районі островів сильні припливні течії.

## Історичні відомості
Відкриті у середині XVII століття російськими козаками-землепрохідцями. Відкриття приписують Івану Москвітіну (1639), Василю Пояркову (1645), Нагібову (1953).
Експедиції полковника Якова Єльчина у 1718—1719 роках вдалося оглянути острови, перезимувати на острові Великому Шантарі і доставити в Якутську канцелярію у 1721 році донесення про свій похід;.
Перший опис птахів, що трапляються на островах, було складено російським мандрівником Олександром Міддендорфом у 1851 році. На початку XX століття під час дворічної роботи на островах зоологом Георгієм Дулькейтом було описано 214 видів тварин. Результати його роботи лягли в основу першого списку птахів, який був складений ним спільно з радянським орнітологом Леонідом Шульпіним. У списку було представлено 172 види пернатих. Радянський орнітолог Всеволод Яхонтов у другій половині XX століття доповнив список до 205 видів. Пропрацювавши на архіпелазі в 1978, 1982, 1986, 1991 і 1992 роках, Геннадій Росляков завершив роботу, розпочату його колегами-орнітологами.

## Тваринний світ
На великих островах мешкає багато ссавців-хижаків: бурий ведмідь, вовк, лисиця звичайна, єнотоподібний собака, росомаха, видра, горностай, ласиця мала, соболь. На островах розташовані лежбища червонокнижних тюленів — сивуча і ларги, поблизу архіпелагу регулярно відзначають появу гренландських китів.
На архіпелазі зустрічаються 11 видів морських птахів. Найчисленніший вид — чистун охотський. Число особин і число колоній птахів значно змінюється від року до року. Так у 1971, 1978 і 1982 роках кількість птахів, що гніздяться на архіпелазі, досягала 18000—20000 пар. Найбільші колонії чисельністю 7000 і 3000 пар розташовувалися на островах Качиному і Пташиному. Водночас у 1991—1992 роках тільки на Качиному гніздилося 17500 пар.